# Умэбоси

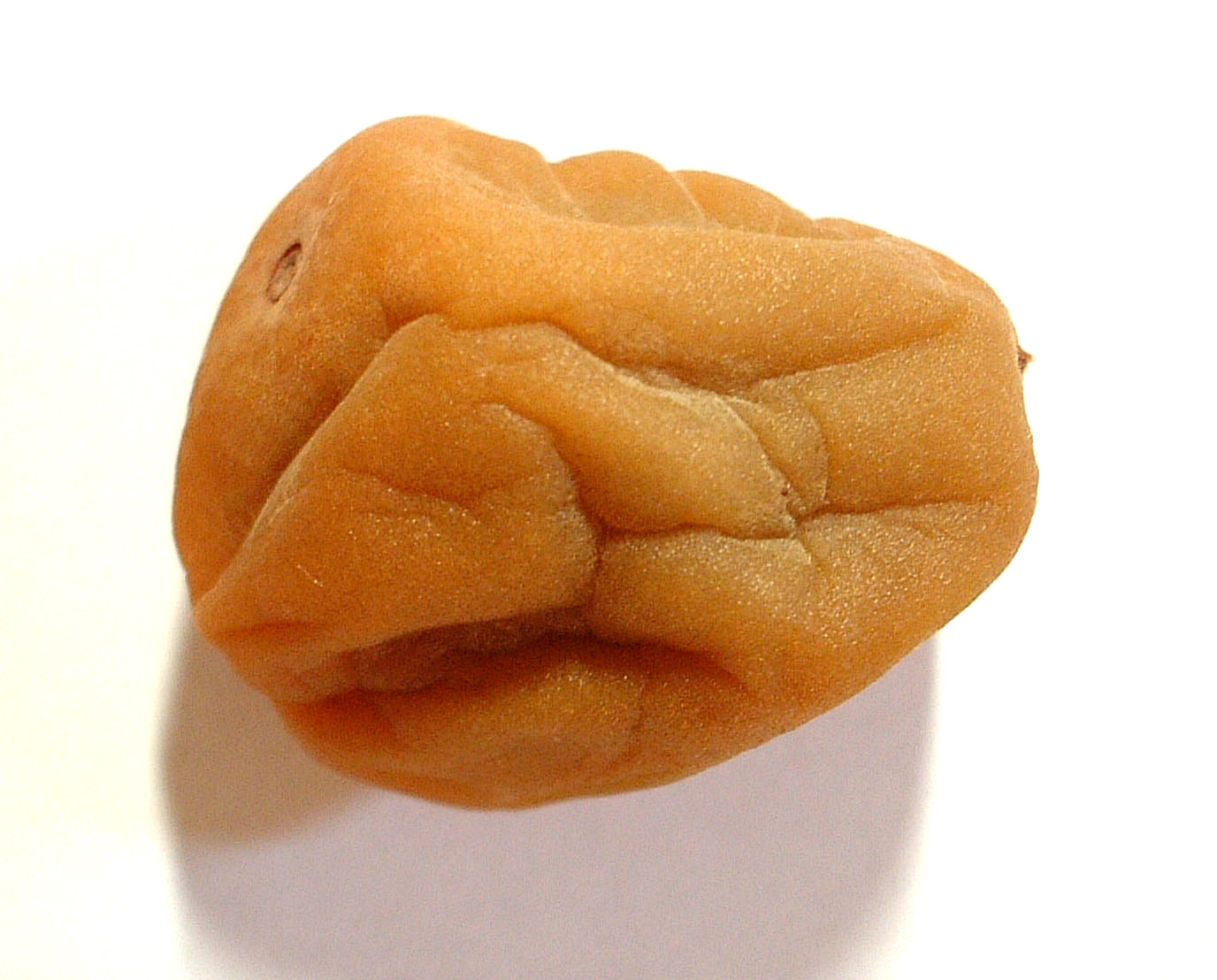
Умэбоси

Умэбо́си (яп. 梅干, «сушёные японские сливы») — приправа, используемая в японской кухне. Представляет собой солёно-квашеные плоды абрикоса Prunus mume. Японцы считают, что умэбоси снижают усталость, помогают при болезнях сердца и больном горле. Умэбоси обладает чрезвычайно резким кисло-солёным вкусом за счёт огромного содержания лимонной и аскорбиновой кислоты в плодах японского абрикоса, из которых производится, и является сильным стимулятором пищеварения.

## Приготовление

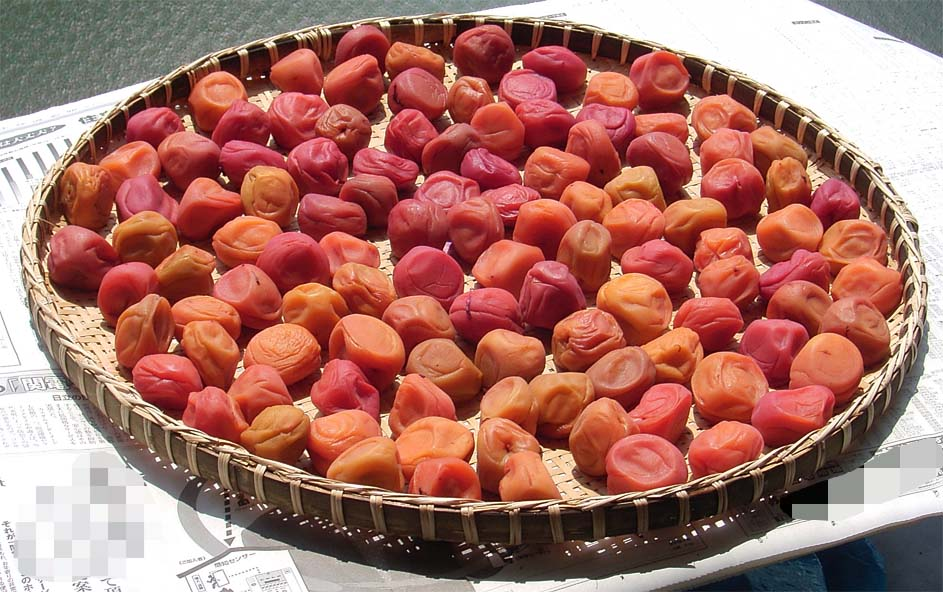
Сушка умэбоси

Традиционный вариант умэбоси производится по технологии, схожей с изготовлением квашеной капусты — плоды умэ, снятые с дерева в недозрелом виде, перетираются в керамических кадках с солью и ставятся под гнёт в прохладном месте, где подвергаются лакто-ферментации в течение трёх-четырёх недель. Свежие сливы, извлечённые из рассола, называются «карикари умэ» или «умэдзукэ» и часто используются просто как закуска. Они сохраняют плотную, хрустящую текстуру и лёгкий, фруктовый оттенок вкуса, однако хранятся вне рассола недолго. В прошлом, когда вакуумная упаковка и холодильники были недоступны, для длительного хранения умэбоси высушивались на солнце, приобретая характерный сморщенный вид, а перед употреблением бланшировались в кипятке или недолгое время отваривались для размягчения. В наши дни и свежий, и сушёный варианты умэбоси доступны круглый год.
Естественный цвет умэбоси — жёлтый или зеленовато-жёлтый, характерный для недозрелого абрикоса или сливы, традиционный ярко-красный цвет придают им, как и многим другим продуктам японской кухни, листья красной периллы, закладываемые в кадку при заквашивании. Кисло-солёный рассол, остающийся от приготовления умэбоси, называется «умэдзу» («уксус умэ», хотя он не содержит уксусной кислоты) и используется как тонизирующий напиток, для придания цвета и вкуса некоторым блюдам (например маринованному имбирю бэни-сёга) и как народное средство от простуды и похмелья.

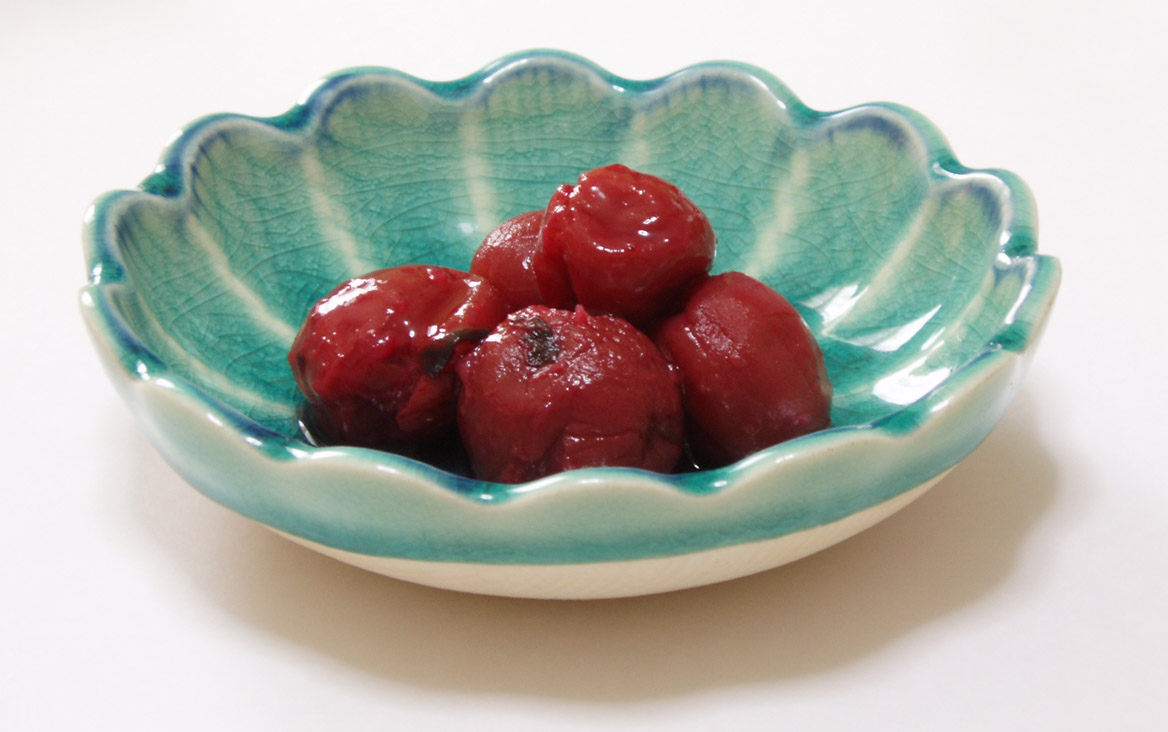
Умэдзукэ, то есть свежие, несушёные умэбоси

В наши дни крайне сильный и резкий вкус умэбоси, приготовленных по традиционному рецепту, стал менее популярен и производители стараются по возможности его смягчить. При заквашивании используются стерилизованные плоды и контролируемые промышленные закваски, используется меньше соли, для обеспечение длительного срока хранения используются консерванты. Кроме традиционных соли и периллы многие производители применяют собственные наборы приправ и специй, заменяют лакто-ферментацию простым маринованием в уксусе или умэдзу, получаемом при изготовлении продукта традиционным способом (особенно при изготовлении карикари умэ, для которых чрезмерная резкость вкуса нежелательна), добавляют в маринад сахар или мёд, смягчающие вкус. Для придания плодам вкуса «умами» при заквашивании в них также иногда добавляют тунцовую стружку кацуобуси и морскую капусту комбу.

## Похожие продукты
Продукты, похожие на умэбоси, можно найти в кулинарных традициях Китая, Вьетнама и Кореи.
Во Вьетнаме очень похожая приправа называется симуой (xí muội) или омай (ô mai).
В странах Южной Азии она имеет название «эмблик» и готовится из индийского крыжовника.
В Мексике продукт известен как chamoy, обычно его готовят из абрикоса или тамаринда с солью и сухим чили.

## Комментарии
1. ↑  также ошибочно «умебоси» или «умебоши»